# Ключевая (гора)
Гора Ключевая или вулкан Двухюрточный (Двухъюрточный) — потухший вулкан на полуострове Камчатка, Россия.
Вулкан лежит в верховье реки Двухюрточной. Имеет конусовидную форму, а в плане — форму окружности с диаметром 6 км и площадью 28 км². Объём изверженного материала — 6 км³. Абсолютная высота — около 1635,7 м, относительная — около 850 м.
Вулкан сложен лавовыми потоками и пирокластическим материалом. Вершинная часть вулкана сильно разрушена эрозией, кратер не сохранился, на вершине вулкана находится плоско-вогнутая площадка диаметром 40-45 м. Эта площадка, вероятно, является остатком разрушенного кратера, она сложена исключительно красными шлаками и шлаковидной лавой. Деятельность вулкана относится к верхнечетвертичному периоду.